# Lars Valter Hörmander
Lars Valter Hörmander, švedski matematik, * 24. januar 1931, Mjällby, Švedska, † 25. november 2012, Malmö, Švedska.
Hörmander je deloval na Univerzi v Stockholmu, Univerzi Stanford in Univerzi v Lundu.

## Priznanja

### Nagrade
- Fieldsova medalja (1962)
- Wolfova nagrada (1988)
- Nagrada Leroyja P. Steela (2006)